# Judith Rich Harris
Judith Rich Harris (* 10. Februar 1938; † 29. Dezember 2018) war eine US-amerikanische Psychologin. Bekannt wurde sie als Vertreterin der Theorie, dass Kinder nicht so sehr durch die Erziehung der Eltern, sondern durch die Peer groups geprägt werden.

## Leben
Harris besuchte die Highschool in Tucson und studierte dann zunächst an der University of Arizona. 1959 machte sie ihren Abschluss an der Brandeis University. 1961 erhielt sie einen Master in Psychologie von der Harvard University. 1961–62 arbeitete sie als Lehrassistentin am MIT, 1962–63 als Forschungsassistentin bei Bolt Beranek and Newman, und 1964–65 als Forschungsassistentin an der University of Pennsylvania.
Harris heiratete 1961 und hat zwei Kinder (1966 und 1969). Sie litt seit 1977 an einer chronischen Autoimmunerkrankung, einer Kombination aus Lupus erythematodes und Sklerodermie.

## Arbeit
Zwischen 1981 und 1994 schrieb Harris als Koautorin Lehrbücher der Entwicklungspsychologie. 1994 begann sie die Arbeit an einem dritten Lehrbuch. Dabei entwickelte sie eine neue Theorie der Kindheitsentwicklung und gab das Projekt des Lehrbuchs auf, um stattdessen einen Artikel für die Fachzeitschrift Psychological Review zu schreiben. 1995 begann die Ausbreitung ihrer Theorie in dem Buch The Nurture Assumption, das 1998 veröffentlicht wurde. 2006 erschien ihr nächstes Buch No Two Alike: Human Nature and Human Individuality.
In dem 1995 veröffentlichten Artikel Where Is the Child's Environment? A Group Socialization Theory of Development und dem 1998 veröffentlichten Buch The Nurture Assumption stellte sie die Theorie auf, dass außerfamiliäre Kontakte, d. h. Spielkameraden und Cliquen, die Entwicklung eines Menschen bedeutsam mehr beeinflussen als es die Familie, d. h. Eltern und Geschwister, können bzw. dass die Erziehung der Eltern allgemein nur einen geringen Einfluss habe. So könne etwa aggressives Verhalten eines Kindes bei gewalttätigen Eltern laut Harris auch daran liegen, dass das Verhalten genetisch weitergeben worden sei (Verhaltensgenetik), weswegen in Studien ermittelte Korrelationen zwischen den Persönlichkeitseigenschaften von Eltern und Kindern kein Hinweis auf Erziehungseinfluss sein müssen. Da Kinder sich eher mit anderen Mitgliedern ihrer Peer group als mit ihren Eltern identifizieren, sei hingegen ein großer Einfluss der Peer groups gegeben. Harris postuliert einen Einfluss der Entscheidungen der Eltern lediglich indirekt, da die Eltern z. B. die Wahl der Peer groups wesentlich beeinflussen.

### Rezeption
Für den Artikel erhielt sie 1998 den George A. Miller Award der American Psychological Association. Linguist Steven Pinker erwartete von The Nurture Assumption, dass es einen Wendepunkt in der Geschichte der Psychologie darstellen werde. Laut Robert Sapolsky basiert das Buch auf solider Wissenschaft. Simon Baron-Cohen lobte das Buch als erfrischend.
Von der Mehrheit der Wissenschaftler wurde das Buch eher skeptisch betrachtet. Jerome Kagan kritisierte Harris’ Gewichtung von auf Befragungen basierenden Studien, obwohl diese sich häufig mit Beobachtungen inkonsistent zeigten. Richard Niolon gab an, Harris verwechsle teilweise Korrelation mit Kausalität, verlasse sich zu sehr auf zweifelhafte Daten und vereinfache Sachverhalte zu sehr. Dennoch unterstützte er aber ihre Auffassung vom starken Einfluss der Peer groups. Wendy Williams (Cornell University) verwies auf Studien, laut denen die Erziehung wesentlichen Einfluss auf unter anderem kognitive Fähigkeiten habe.

## Veröffentlichungen (Auswahl)
- Where Is the Child's Environment? A Group Socialization Theory of Development. (Memento vom 30. Januar 2012 im Internet Archive) In: Psychological Review. Band 102, Nr. 3, S. 458–489.
- The Nurture Assumption: Why Children Turn Out the Way They Do. Free Press, 1998, ISBN 0-684-84409-5. (deutsch: Ist Erziehung sinnlos? Rowohlt, 2000, ISBN 3-498-02949-5.) Überarbeitete und aktualisierte Auflage: Free Press, 2009, ISBN 978-1-4391-0165-0.
- No Two Alike: Human Nature and Human Individuality. W. W. Norton & Company, 2006, ISBN 0-393-05948-0. (deutsch: Jeder ist anders: Das Rätsel der Individualität. Deutsche Verlags-Anstalt, 2007, ISBN 978-3-421-04235-4.)
- mit Tony Woolfson (Hrsg.): The quotable Jung. Princeton University, Press 2016, ISBN 978-0-691-15559-3.